# Amorphophallus myosuroides
Amorphophallus myosuroides är en kallaväxtart som beskrevs av Wilbert Leonard Anna Hetterscheid och A.Galloway. Amorphophallus myosuroides ingår i släktet Amorphophallus och familjen kallaväxter. Inga underarter finns listade.